# Newe Ja’akow
Newe Ja’akow (hebr. נוה יעקב) – osiedle mieszkaniowe w Jerozolimie w Izraelu, znajdujące się na terenie Wschodniej Jerozolimy.

## Położenie
Osiedle leży na wysokości około 700 metrów n.p.m. na wschodnim zboczu płaskowyżu wznoszącego się nad wadi al-Hafi i Kelt, w odległości około 7 kilometrów na północ od Starego Miasta. Na zachodzie znajduje się osiedle Bet Hanina, a na południu osiedle Pisgat Ze’ew. Od wschodu i północy osiedle jest chronione przez mur bezpieczeństwa, oddzielający terytorium Autonomii Palestyńskiej od Izraela. Po stronie palestyńskiej, na północy znajduje się miasto Ar-Ram, na północnym wschodzie arabska wioska Jaba i osiedle żydowskie Gewa Binjamin, a na południowym wschodzie miasto Hizma.

## Historia
W 1924 roku opuszczone okoliczne ziemie odkupił Żydowski Fundusz Narodowy, wspierając następnie założenie osiedla Newe Ja’akow przez żydowskich imigrantów ze Stanów Zjednoczonych, którzy byli członkami ruchu syjonistycznego Mizrachi. Razem z sąsiednim osiedlem Atarot tworzyły niewielki blok osiedli żydowskich położonych na północ od Jerozolimy. Nowa osada cierpiała na brak wody i przeżywała poważne trudności finansowe. Podczas arabskich rozruchów w 1929 roku Arabowie napadli na Newe Ja’akow. Pod wpływem tych wszystkich wydarzeń, wielu mieszkańców wyprowadziło się do Jerozolimy.
W 1931 roku brytyjskie władze Mandatu Palestyny przeprowadziły przymusowe wywłaszczenie ziemi sąsiedniego osiedla Atarot, na której wybudowano niewielkie lotnisko. W trakcie prac budowlanych powstała droga i wodociągi. Przy tej okazji w 1935 roku wybudowano wodociąg do Newe Ja’akow, a w 1939 roku przeprowadzono elektryfikację. Podczas arabskich rozruchów 1936–1939 Newe Ja’akow był kilkakrotnie napadany, a jego uprawy rolnicze niszczone. Podczas wojny domowej w Mandacie Palestyny na początku 1948 żydowska organizacja paramilitarna Hagana wyznaczyła do obrony osiedli Atarot i Newe Ja’akow grupę 150 żołnierzy z Brygady „Ecjoni”. Na początku I wojny izraelsko-arabskiej okolicę zajęły siły jordańskiego Legionu Arabskiego. Ostatecznie obrońcy opuścili Newe Ja’akow w dniu 17 maja 1948 roku. Osiedle zostało zajęte i zniszczone przez jordańskich żołnierzy.
Podczas wojny sześciodniowej w 1967 roku całą okolicę zajęły wojska izraelskie. W 1972 roku utworzono współczesne osiedle mieszkaniowe

## Wojsko
W zachodniej części osiedla znajduje się baza wojskowa Fort Nehemiasz, będący siedzibą Centralnego Dowództwa Sił Obronnych Izraela.